# Tripogandra neglecta
Tripogandra neglecta är en himmelsblomsväxtart som beskrevs av Handlos. Tripogandra neglecta ingår i släktet Tripogandra och familjen himmelsblomsväxter. Inga underarter finns listade.